# Carlos Roberto Reina

Carlos Roberto Reina Idiáquez (Comayagüela, 13 de marzo de 1926 - Tegucigalpa, 19 de agosto de 2003) fue un jurista, diplomático y político hondureño. Fue el 4.º presidente constitucional de la República de Honduras entre los años 1994 y 1998.

## Biografía
Carlos Reina Idiáquez nació en Comayagüela, el 13 de marzo de 1926. Hijo del matrimonio compuesto por el señor Antonio Ramón Reina Castro y Marina Idiáquez Ordóñez. Su esposa fue la estadounidense Bessy Watson; con quien procreó a Karla Marina, Roberto Antonio (fallecido), Lolita y Florencia Reina Watson. Sus estudios universitarios los realizó en la Universidad Nacional Autónoma de Honduras donde obtuvo el título de Licenciado en Ciencias Jurídicas y Sociales. Posteriormente Reina, continúo sus estudios de postgrado en las ciudades de Londres y París.
A lo largo de su carrera, Reina desempeñó una gran cantidad de puestos políticos gubernamentales e internacionales, entre los que se encuentran: juez en el tribunal de paz de Tegucigalpa, miembro del Tribunal Internacional de Justicia de La Haya, y embajador de Honduras en Francia. Trabajó con el ministerio de relaciones exteriores, y fue presidente del Consejo Central Ejecutivo (CCE) del Partido Liberal de Honduras, entre otros tantos cargos importantes.
Por sus actividades políticas en contra de las dictaduras militares, durante sus días de juventud, Carlos Roberto Reina fue arrestado en varias oportunidades. La primera en 1944, por protestar en contra de dictador Tiburcio Carías Andino. Posteriormente en los años 60’s en dos oportunidades por el General Oswaldo López Arellano, quien se adueñó del gobierno por la fuerza militar, el 3 de octubre de 1963. 
Esto lo llevó a ser un firme defensor de los Derechos Humanos, de tal forma que en 1979 fue nombrado presidente de la Corte Interamericana de los Derechos Humanos (CIDH) de la OEA.

## Precandidato presidencial
El doctor Carlos Roberto Reina, fundó su movimiento M-LÍDER dentro de las filas del Partido Liberal de Honduras para las elecciones que se llevarían a cabo en 1985, de los cuales obtuvo un favorable resultado aunque el ganador fue su correligionario el ingeniero José Azcona del Hoyo, quien además se proclamó presidente constitucional, con la suma de todos los votos liberales. El doctor Reina, mantuvo la esperanza de alcanzar la presidencia y se lanzó de nuevo para los comicios de 1989, donde el ganador fue el candidato del Partido Nacional de Honduras el licenciado Rafael Leonardo Callejas.
Para 1993, Reina Idíaquez declaró que parte de su campaña fue un crédito que lo recibió de parte del empresario José Rafael Ferrari dueño de los medios radiales y televisivos más importantes e influyentes de Honduras.

## Gobierno (1994-1998)
Carlos Roberto Reina alcanzó la presidencia de la república de Honduras, en los comicios del 28 de noviembre de 1993. Cuando derrotó en las urnas al candidato del Partido Nacional de Honduras: Abogado José Oswaldo Ramos Soto, junto a sus compañeros de fórmula el General retirado Walter López Reyes, el político Juan de la Cruz Avelar y la señora Guadalupe Jerezano Mejía.
En su primer discurso presidencial lanzó su revolución moral: “Empeño mi palabra de honor dijo ante Dios, ante el pueblo y ante la historia, de que saldremos adelante en la empresa que nos hemos impuesto. Derrotaremos a la corrupción, pondremos en vigencia el liberalismo social. Llevaremos a cabo la revolución moral" dijo. Aunque en el campo de los hechos asentó las medidas de corte neoliberal realizada por sus antecesores y predecesores hasta la actualidad.[cita requerida]
En el mes de septiembre de 1993, se desarrolló un Foro Nacional que reunió por primera vez al Presidente de la República, los candidatos a la presidencia para el siguiente período, los Alcaldes y candidatos a las Alcaldías municipales. Se fijaron compromisos en torno al tema de la descentralización, entre los que se destacaron:
- Fortalecimiento de la Autonomía Municipal;
- Descentralización;
- Financiamiento Municipal;
- Capacitación y Asistencia;
- Participación Ciudadana;
- Ordenamiento Territorial;
- Liderazgo Local.

En cuanto a la economía del país, el déficit fiscal, que a principios de 1994 era del 9,9% del Producto Interno Bruto (PIB), fue reducido por la administración Reina al 3,1%, lo que permitió una reactivación del sector privado. Se produjo también, en el periodo, un incremento de las exportaciones, que pasaron de US$ 911,5 millones de dólares en 1993, a US$ 1 418,3 millones en 1996, según cifras oficiales proporcionadas del gobierno.
Al término de su periodo presidencial Reina entregó el país a su homólogo Carlos Flores Facussé. Pese a que las cifras macroeconómicas’ mejoraron[cita requerida], la pobreza en el país continuó en un 80% de los hondureños. La tasa de analfabetismo…en el 40% y más de un millón de desempleados y una delincuencia desatada.[cita requerida]
Uno de los principales objetivos de Carlos Roberto Reina durante su gobierno, fueron las reformas a las Fuerzas Armadas de Honduras, las cuales en su mayoría llevó a cabo en durante su primer año en el poder.
La primera fue el traspaso total de todo poder en manos de los militares, al poder civil. Seguido por la abolición del servicio militar obligatorio en el país.

## Últimos años
Carlos Roberto Reina dejó la presidencia la noche del 26 de enero de 1998. Posteriormente, en octubre de 1998, Reina comenzó su periodo como presidente del Parlamento Centroamericano (PARLACEM), donde permaneció hasta el 28 de octubre de 1999.

## Fallecimiento
Falleció en Tegucigalpa, 19 de agosto de 2003 a los 77 años de edad en su casa de habitación. Carlos Roberto Reina se suicidó de un disparo en la cabeza. Se presume que fue debido a una insoportable enfermedad, de la que el entonces expresidente, padecía hacía ya algún tiempo.

## Distinciones
- Dos honoris causa.
- Gran Cruz Placa de Oro del Congreso Nacional de Honduras.
- Gran Cruz de la Legión de Honor de Francia.
- Orden del Sol de Perú.
- Orden del Libertador de la República de Argentina.
- De la Universidad South Pacific de Nueva Orleans, U.S.A.
- Universidad Católica de Fu Jen (China).
- Universidad Senshu de Tokyo, (Japón).
- Universidad Americana de Washington, D.C. U.S.A.
- Centro de Estudios Diplomáticos y Estratégicos de París, (CEDS).

## Obras propias
De su puño y letra el expresidente hondureño y jurista, escribió los siguientes obras:
- El reto democrático en Centroamérica, Honduras: realidad nacional y crisis (Coautor),
- Entre el Ágora y el Aula
- Huellas de una lucha
- Una senda hacia el nuevo siglo

### Ascendencia
Bosquejo del Árbol genealógico de la ascendencia del doctor Carlos Roberto Reina Idiáquez. 
|  |                                             |  |  |  |  |  |  |  |  |  |  |  |  |  |  |  |
|  | 4. Antonio Ramón Reina Bustillo (1851-1932) |  |  |  |  |  |  |  |  |  |  |  |  |  |  |  |
|  |                                             |  |  |  |  |  |  |  |  |  |  |  |  |  |  |  |
|  |                                             |  |  |  |  |  |  |  |  |  |  |  |  |  |  |  |
|  | 2. Antonio Ramón Reina Castro (1890-1963)   |  |  |  |  |  |  |  |  |  |  |  |  |  |  |  |
|  |                                             |  |  |  |  |  |  |  |  |  |  |  |  |  |  |  |
|  |                                             |  |  |  |  |  |  |  |  |  |  |  |  |  |  |  |
|  | 5. Avelina Castro Vanegas (1867-1959)       |  |  |  |  |  |  |  |  |  |  |  |  |  |  |  |
|  |                                             |  |  |  |  |  |  |  |  |  |  |  |  |  |  |  |
|  |                                             |  |  |  |  |  |  |  |  |  |  |  |  |  |  |  |
|  | 1. Carlos Roberto Reina Idiáquez            |  |  |  |  |  |  |  |  |  |  |  |  |  |  |  |
|  |                                             |  |  |  |  |  |  |  |  |  |  |  |  |  |  |  |
|  |                                             |  |  |  |  |  |  |  |  |  |  |  |  |  |  |  |
|  | 3. Marina Idiáquez Ordóñez                  |  |  |  |  |  |  |  |  |  |  |  |  |  |  |  |
|  |                                             |  |  |  |  |  |  |  |  |  |  |  |  |  |  |  |
|  |                                             |  |  |  |  |  |  |  |  |  |  |  |  |  |  |  |